# Macandrewia spinifoliata
Macandrewia spinifoliata är en svampdjursart som beskrevs av Claude Lévi 1983. Macandrewia spinifoliata ingår i släktet Macandrewia och familjen Macandrewiidae.
Artens utbredningsområde är havet kring Nya Kaledonien. Inga underarter finns listade i Catalogue of Life.